# Liste der Einträge im National Register of Historic Places im Jasper County (Texas)
Die Liste der Registered Historic Places im Jasper County führt alle Bauwerke und historischen Stätten im texanischen Jasper County auf, die in das National Register of Historic Places aufgenommen wurden.

## Aktuelle Einträge
| Lfd. Nr. | Name im NRHP                      | Bild | Datum der Eintragung | Adresse/Lage                                          | Ort        | NRHP-ID  | Beschreibung |
| -------- | --------------------------------- | ---- | -------------------- | ----------------------------------------------------- | ---------- | -------- | ------------ |
| 1        | Aldridge Sawmill                  |      | 2. März 2001         | Angelina National Forest., S end of Forest System Rd. | Zavalla    | 01000209 |              |
| 2        | Andrew Smyth House                |      | 25. Mai 1979         | W of Jasper                                           | Jasper     | 79002983 |              |
| 3        | Blake-Beaty-Orton House           |      | 16. Apr. 1975        | 206 S. Main St.                                       | Jasper     | 75001994 |              |
| 4        | Col. Randolph C. Doom House       |      | 30. Dez. 1975        | 7.5 mi. W of Jasper on FM 1747                        | Jasper     | 75001995 |              |
| 5        | Jasper County Courthouse          |      | 6. Sep. 1984         | Public Sq.                                            | Jasper     | 84001898 |              |
| 6        | Turner-White-McGee House          |      | 19. Juni 1979        | Off U.S. 96                                           | Roganville | 79002984 |              |
| 7        | US 190 Bridge at the Neches River |      | 10. Okt. 1996        | US 190 at the Jasper and Tyler Cnty. line             | Jasper     | 96001121 |              |